# Пик Ларса Кристенсена
Пик Ла́рса Кри́стенсена — вулкан в Антарктиде. Находится юго-западнее Антарктического полуострова на острове Петра I, напротив Земли Элсуэрта. Высота 1640 м. Изверженный материал указывает, что вулкан извергался около 10 000 лет назад. В настоящее время не активен.